# Cryptex

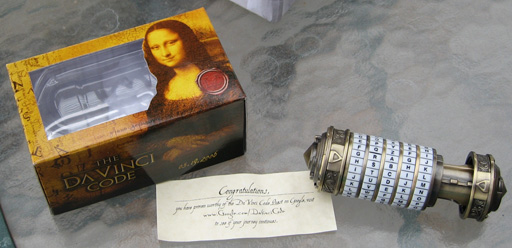
Egy Cryptex replika

A cryptex szót Dan Brown alkotta, A Da Vinci-kód című regényében szereplő titkos és rejtélyes üzenetet tartalmazó, nehezen felnyitható szerkezetet jelölte vele. Dan Brown a könyvében azt állítja, hogy Leonardo da Vinci tervezte a cryptexet, azonban erre semmilyen bizonyítékkal nem szolgál, az illusztrált kiadásban sem mutatja be az eredetit. Mára a könyv sikerére való tekintettel elkezdték gyártani és kereskedelmi forgalomba is került.

## Lényege
A cryptex egy kombinációs zárral ellátott henger alakú szerkezet. A külsején több, egymáshoz képest elforgatható tárcsa található, amelyeken jelen esetben az ábécé betűi találhatók. A jelszónak megfelelő sorrendbe forgatva a tárcsákat, a szerkezet kinyílik. Belsejében egy vékony falú, ecetsavat tartalmazó üvegedény található, e köré tekerték az üzenetet tartalmazó papiruszt. Ha a szerkezetet fizikai erőszak alkalmazásával próbálják felnyitni, az üveg könnyedén eltörik és a köré tekert papiruszt a ráírt üzenettel együtt pépes masszává teszi, így megsemmisíti a titkot.
A mai világban már nem jelentene problémát a cryptex kinyitása, röntgensugárzás segítségével a belső mechanikai felépítés megfigyelhető, így kinyitható a zár. Ha nincs más eszközünk, akkor lefagyaszthatjuk a cryptexet és széttörhetjük, így az ecet nem jelent problémát.
A Da Vinci-kód című filmben szereplő cryptexet (ezt a regény is megerősíti) Jacques Sauniére készítette, Leonardo Da Vinci tervei alapján. A könyv leírja, hogy Sauniére legkedvesebb időtöltése volt Da Vinci merész agyszüleményeinek elkészítése, ezen kívül utal rá, hogy Leonardo rengeteg különös, és korát megelőző találmány terveit vetette papírra, ezek legtöbbjét senki sem tanulmányozta, és nevük sem volt. A cryptex szót, amely a kriptográfia, és a kódex szavak összeolvasztásából jött létre, szintén Sauniére alkotta. Találó elnevezés egy eszközre, amely a kriptográfia (titkosírás) tudományát használja fel a belé rejtett tekercsre – kódexre – írt információ védelmére.
Sauniére, mint a Sion-rend nagymestere, az „alma” (apple) kóddal híres elődjére, Sir Isaac Newtonra utalt.
A filmmel ellentétben, ahol a cryptex kinyitásakor a papirusz hozzáférhetővé vált (az „apple” jelszóval), a regényben nem volt ennyire egyszerű a feladat. A szerkezetet rejtő rózsafa ládikában megtalálták a fehér márványból készített criptexet, és a dobozka fedelében elrejtett kulcsot a jelszóhoz. A tükörírással írt kulcs megfejtése a „Sofia” szó volt, amelynek több jelentése volt, újabb bizonyítékaként Sauniere zsenialitásának, ugyanis a szó utalt Sophie-ra, fogadott lányára, és a titokra is, amit őrzött, lévén a sofia szó jelentése: bölcsesség. A cryptex kinyitása után egy pergamenbe tekert henger került elő, alaposan megdöbbentve hőseinket. A henger egy kisebb, fekete cryptexnek bizonyult, a pergamenen leírt kulccsal, ami az „apple” szóra utalt. A két cryptex (és a rózsafa ládika is) amellett, hogy igen bonyolult egységet alkot, a férfi-nő kettősséget, a két nem közti különbséget, és a női nem iránti tiszteletet is megjeleníti, pl. fehér: a nő, fekete: a férfi. A nő, akinek a méhe életet ad a férfinak. A ládika fedelén levő intarzia, az ötszirmú rózsa, a nőiség szimbóluma, a nő életének öt fázisát jeleníti meg. A két jelszó is több jelentéssel bír, a Sofia utal egy női névre, az „bölcsesség” szóra, és Leonardo da Vincire, akinek életútja, és művészete „nem volt szokványos”. Az „alma” nem csak Sir Newton előtti tisztelgés, hanem a tiltott gyümölcsre is utal, amelynek leszakítása a paradicsomból való kiűzetéshez vezetett, és megbélyegezte a nőt. Sauniere üzenete: tisztelet a „pogány” vallások férfi-nő egysége előtt, szemben az egyház férfiközpontú beállítottságával. A ládikának, és a cryptexeknek még egy fontos szerepe volt: a Sion rendben a beavatás része volt, a jelölt csak úgy emelkedhetett magasabb szintre, ha megfejtette a végső titkot, ezen felül, mint a Rend „záróköve”, őrizte a legfőbb titkot, a hozzá vezető utat, persze ezt sem csak egyféleképpen lehet értelmezni.